# Markus Pröll
Markus Pröll (ur. 28 sierpnia 1979 w Rheinbach) – niemiecki piłkarz występujący na pozycji bramkarza.

## Kariera
Pröll karierę rozpoczynał w wieku 6 lat w VfR Flamersheim. Potem trenował w Eintrachcie Lommersum, a w 1995 roku trafił do juniorskiej ekipy 1. FC Köln. W sezonie 1998/1999 został włączony do jego pierwszej drużyny, grającej w 2. Bundeslidze. W tych rozgrywkach zadebiutował 30 października 1998 w przegranym 0:1 meczu ze Stuttgarter Kickers. Od czasu debiutu Pröll stał się podstawowym graczem 1. FC Köln. W sezonie 1999/2000 zajął z klubem 1. miejsce w lidze i awansował z nim do Bundesligi. W tej lidze pierwszy występ zanotował 13 sierpnia 2000 przeciwko FC Schalke 04 (1:2). W sezonie 2001/2002 uplasował się z klubem na 17. pozycji w Bundeslidze i spadł z nim do 2. Bundesligi. Od początku następnego sezonu stracił się w podstawowym składzie na rzecz Alexandera Bade. Na koniec tamtego sezonu 1. FC Köln awansowało do Bundesligi, a Pröll odszedł z klubu.
Jego nową drużyną został inny beniaminek Bundesligi - Eintracht Frankfurt. Od przyjścia do klubu, był rezerwowym bramkarzem dla Oki Nikołowa. W barwach Eintrachtu Pröll zadebiutował 8 maja 2004 w przegranym 0:3 meczu z Hannoverem 96. Na koniec sezonu 2003/2004 zajął z klubem 16. miejsce w lidze i spadł z nim do drugiej ligi. W następnym sezonie był podstawowym bramkarzem Eintrachtu, ale po powrocie do Bundesligi w 2005 roku, ponownie stał się rezerwowym. W 2006 roku wraz z Eintrachtem zagrał w finale Puchar Niemiec, ale jego klub przegrał tam 0:1 z Bayernem Monachium. Od początku sezonu 2006/2007 rywalizuje o miejsce w składzie z Oką Nikołowem, jednak żaden z nich nie ma stałej pozycji w wyjściowej jedenastce. W sezonie 2007/2008 zajął z klubem 9. pozycję w lidze, która była najwyższą w trakcie gry z Eintrachtem w Bundeslidze.
W 2011 roku Pröll przeszedł do Panioniosu GSS.

## Kariera reprezentacyjna
Pröll rozegrał sześć spotkań w reprezentacji Niemiec U-21.